# Bojan Strugar
Bojan Strugar (Podgorica, 30 giugno 1995) è un pallavolista montenegrino, opposto del Näfels.

## Carriera

### Club
La carriera di Bojan Strugar inizia nel 2006 quando entra a far parte delle giovanili della squadre della sua città natale, il Budućnost Podgorica: debutta in prima squadra nella stagione 2011-12, militante nella Prva liga, dove resta per quattro annate.
Si trasferisce in Romania per il campionato 2015-16 che disputa con il Piatra Neamț, in Divizia A1, mentre in quello successivo passa al club italiano della Top Volley Latina, in Serie A1.
Nella stagione 2017-18 si accasa al Nikī Aiginio, nella Volley League greca, mentre nella stagione seguente torna in patria, difendendo i colori dello Jedinstvo Bijelo Polje. Nel campionato 2019-20 emigra in Finlandia, ingaggiato dal Korson Veto, in Lentopallon Mestaruusliiga, mentre nel campionato seguente si accasa allo Jona, club impegnato in Lega Nazionale A col quale conquista la Coppa di Svizzera e viene premiato come MVP del campionato.
Nell'annata 2021-22 è nuovamente di scena nella massima divisione elvetica, difendendo però i colori del Näfels.

### Nazionale
Dopo aver fatto parte delle nazionali giovanili montenegrine, debutta in nazionale maggiore nel 2013.

## Palmarès

### Club
- Coppa di Svizzera: 1

2020-21

### Premi individuali
- 2021 - Lega Nazionale A: MVP